# Shiho Ochi
Shiho Ochi (越智 志帆, Ochi Shiho), nascida em 25 de fevereiro de 1984, na província de Ehime, Japão, é uma cantora, letrista e compositora japonesa, mais conhecida como a vocalista do projeto musical Superfly.

## Início da Carreira e Superfly
Shiho Ochi iniciou sua trajetória musical na Universidade de Matsuyama, onde, em 2003, conheceu o guitarrista Kōichi Tabo (多保 孝一, Tabo Kōichi). Juntos, eles formaram a banda de blues e rock japonês "Superfly" em 2004, nomeada em homenagem à música "Super Fly" de Curtis Mayfield. Inicialmente, Superfly era uma dupla, mas após se mudarem para Tóquio em busca de uma gravadora e assinarem com a Warner Music Group, Kōichi Tabo decidiu, em novembro de 2007, focar-se na composição e arranjos das músicas, deixando de se apresentar ao vivo. Desde então, Superfly tornou-se o projeto solo de Shiho Ochi, embora Tabo continue creditado como compositor e, ocasionalmente, letrista.
A estreia oficial de Superfly ocorreu em 2007 com o single "Hello Hello". O projeto rapidamente ganhou popularidade, impulsionado pela poderosa voz de Ochi e por um som que mescla rock, blues e pop com influências da música dos anos 60 e 70. Artistas como Janis Joplin são citadas como influências para Shiho Ochi.

## Sucesso e Reconhecimento
Superfly alcançou grande sucesso no Japão. Os dois primeiros álbuns de estúdio foram certificados como platina dupla pela Recording Industry Association of Japan (RIAJ), e os quatro primeiros álbuns consecutivos estrearam no topo da parada semanal de álbuns da Oricon, um feito notável para uma artista feminina no Japão.
Algumas das músicas mais conhecidas de Superfly incluem "Ai o Komete Hanataba o", "Alright!!", "Tamashii Revolution" e "Beautiful". A música de Superfly também marcou presença em trilhas sonoras de dramas de TV, filmes e jogos, como "Doctor X", "Promare" e "Tales of Zestiria".

## Estilo Musical e Performances
Shiho Ochi é conhecida por seus vocais potentes e emotivos, além de suas energéticas apresentações ao vivo. Seu estilo musical é diversificado, abrangendo desde baladas românticas e rock pesado até canções pop cativantes, frequentemente com uma produção J-Pop nítida. Ao longo dos anos, Superfly explorou diferentes sonoridades, incorporando até mesmo instrumentação orquestral e elementos de jazz.

## Outros Projetos e Vida Pessoal
Além de sua carreira musical, Shiho Ochi lançou um livro de ensaios intitulado "Documentary" em 2023, onde compartilha reflexões sobre sua vida e o mundo da música. Em abril de 2018, foi divulgado que Shiho Ochi casou-se com Daisuke Kanazawa, tecladista da banda Fujifabric.
Shiho Ochi continua a ser uma artista proeminente na cena musical japonesa, admirada por sua originalidade, talento vocal e capacidade de evoluir e expandir sua expressão artística. Ela lançou um álbum de covers intitulado "Amazing" em junho de 2025, onde interpreta canções de diversos artistas japoneses.

## Discografia

### Álbuns
1. Superfly (14 de maio de 2008)
2. Box Emotions (2 de setembro de 2009)
3. Mind Travel (15 de junho de 2011)

### Singles
1. Hello Hello (4 de abril de 2007)
2. Manifesto (1 de agosto de 2007)
3. i spy i spy (28 de novembro de 2007) (Superfly X JET)
4. Ai wo Komete Hanataba wo (27 de fevereiro de 2008)
5. Hi-Five (23 de abril de 2008)
6. How Do I Survive? (10 de setembro de 2008)
7. My Best Of My Life (13 de maio de 2009)
8. Koisuru Hitomi wa Utsukushii / Yasashii Kimochide (29 de julho de 2009)
9. Dancing On The Fire (18 de novembro de 2009)
10. Wildflower & Cover Songs: Complete Best "TRACK 3" (1 de setembro de 2010)
11. Eyes On Me (15 de dezembro de 2010)
12. Beep!! /Sunshine Sunshine (9 de março de 2011)
13. Ah (29 de junho de 2011)
14. Ai wo Kurae (12 de outubro de 2011)

## Rede social
Instagram
Site oficial Superfly
1. ↑  «Universal Music Japan» 🔗. www.universal-music.co.jp. Consultado em 31 de maio de 2025
2. ↑  «Instagram (Shiho Ochi)». www.instagram.com. Consultado em 31 de maio de 2025
3. ↑  «Superfly Official Site». superfly-web.com (em japonês). Consultado em 31 de maio de 2025